# Ken Davitian
Ken Davitian est un acteur américain d'origine arménienne né le 19 juin 1953 à Los Angeles (États-Unis).

## Biographie
Ken Davitian naît le 19 juin 1953 dans le quartier de Glendale peuplé d'arméniens, à Los Angeles, dans une famille arménienne.
Il est surtout connu pour son rôle d'Azamat Bagatov dans le film Borat dans lequel il ne parle qu'arménien.

## Filmographie
- 2002 : The Shield (série TV)
- 2003 : S.W.A.T. unité d'élite
- 2003 : La Morsure du lézard (Holes)
- 2003 : Un homme à part
- 2006 : Borat
- 2006 : The Closer : L.A. enquêtes prioritaires : Mr. Sarcasian (Saison 2 épisode 05)
- 2007 : South of Pico
- 2007 : Lucky You
- 2008 : Spartatouille
- 2008 : Max la Menace
- 2008 : Soul Men
- 2009 : Chuck (série télévisée)
- 2009 : Lonely Street
- 2009 : Not Forgotten
- 2011 : Et maintenant... N'embrassez pas la mariée (You May Not Kiss the Bride)
- 2011 : The Artist : le prêteur sur gage
- 2017 : L.A. Rush (Once Upon a Time in Venice) de Mark et Robb Cullen : Yuri